# Joodse begraafplaats (Haarlem, Prinsen Bolwerk)
De Joodse begraafplaats, dat op het Prinsen Bolwerk en ter hoogte van het Kennemerplein lag is een voormalige Joodse begraafplaats in Haarlem. De begraafplaats lag net ten oosten van de Kennemerpoort. Aan de andere kant van de poort lag het Noorderkerkhof. 

## Geschiedenis
De begraafplaats werd gesticht in 1770. Voor deze tijd begroeven de Haarlemse Joden hun overledenen in Amsterdam. Met de groei van het aantal joden in Haarlem werd de behoefte aan een eigen joodse begraafplaats groter. Om die reden kocht de joodse gemeente het terrein op De Bolwerken, dat buiten de stadswallen lag. De begraafplaats was bereikbaar door een deur in de stadswal.
Doordat de omgrenzing van het terrein oorspronkelijk niet duidelijk was, was er een graf aangelegd buiten de grens van het terrein. Daarom werd in 1785 een aangrenzend stuk grond toegevoegd en werd er een haag om de begraafplaats aangelegd. 
In 1833 werd deze begraafplaats gesloten, want een jaar eerder was een nieuwe joodse begraafplaats geopend. Deze begraafplaats was onderdeel van de Begraafplaats Kleverlaan, die meer ruimte bood. De begraafplaats op het Bolwerk werd na de sluiting in 1960 onder rabbinaal toezicht geruimd, om plaats te maken voor een appartementencomplex aan het Kennermerplein.
De stoffelijke resten van 121 personen werden na het ruimen herbegraven op de Joodse begraafplaats aan de Amsterdamsevaart, die in 1887-1889 in gebruik was genomen. Voor zover de grafstenen intact waren werden deze aldaar herplaatst. 